# Julattenius cooloola
Julattenius cooloola är en spindeldjursart som beskrevs av Harvey 1992. Julattenius cooloola ingår i släktet Julattenius och familjen Hubbardiidae. Inga underarter finns listade i Catalogue of Life.